# Мідія (рід)

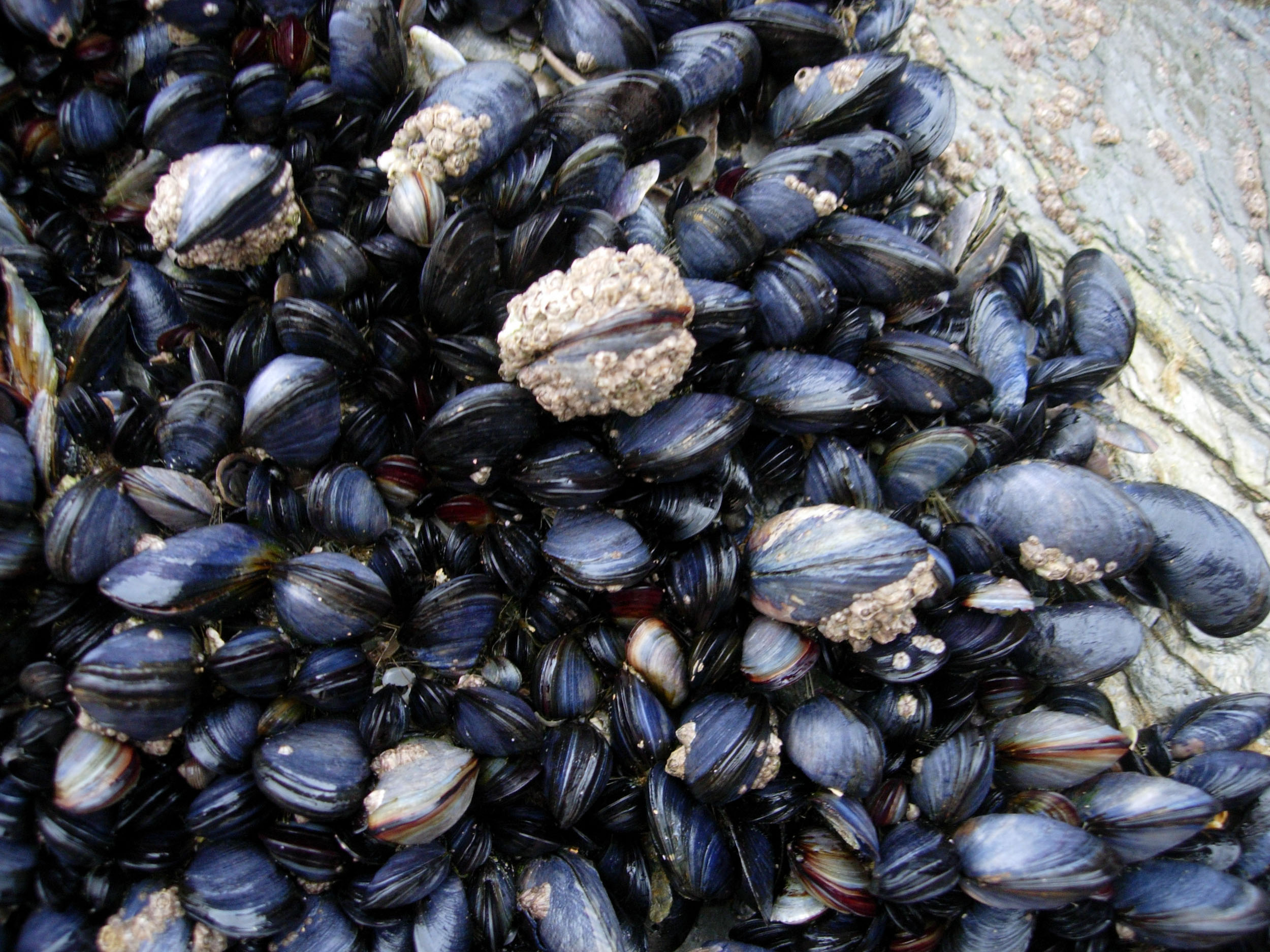
Mytilus edulis — у припливно-відпливній зоні, Англія

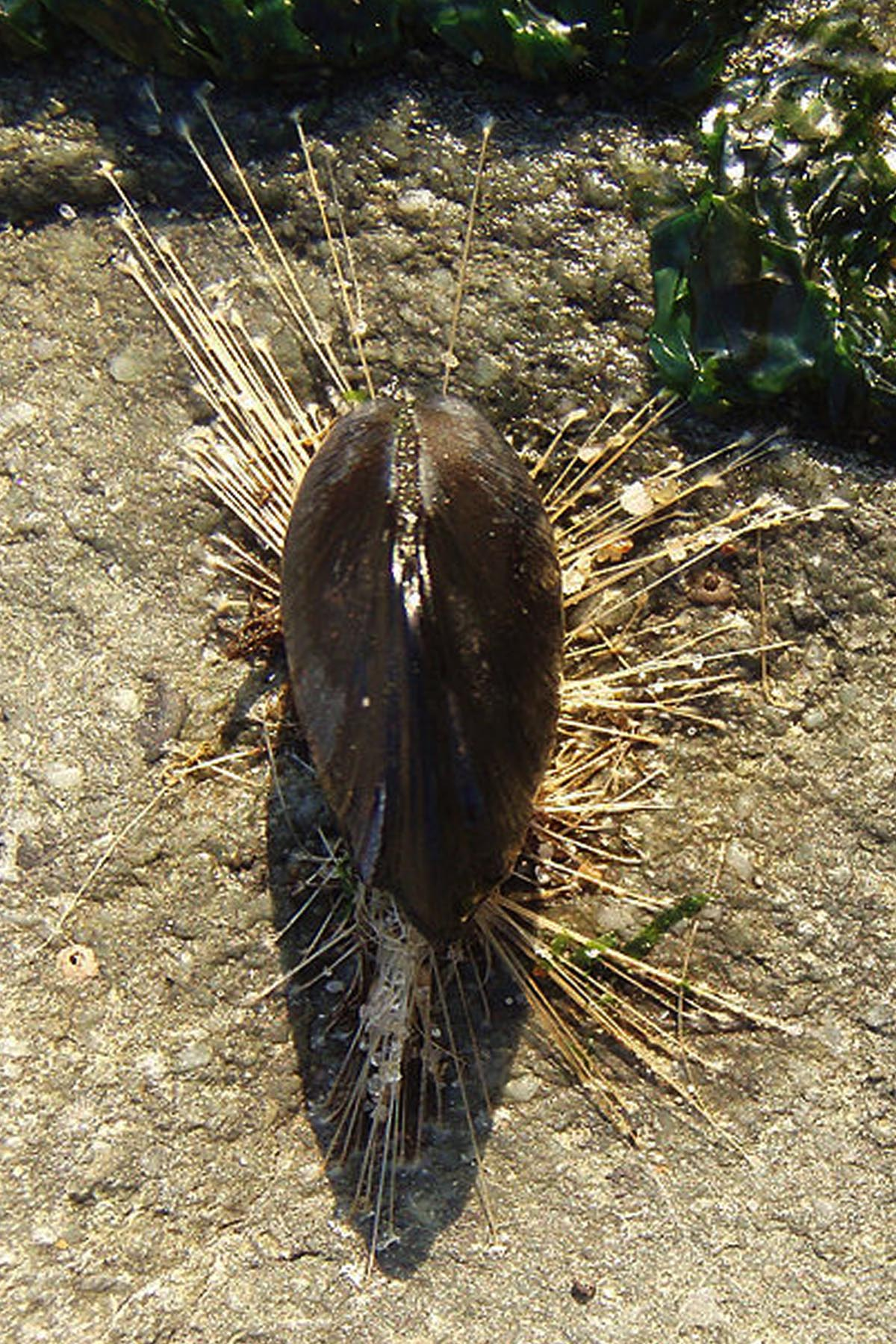
Мідія Mytilus в Каліфорнії, видно бісус

Мідія (Mytilus) — рід середньо-розмірних або великих їстівних морських молюсків з родини Mytilidae.

## Види
Видовий склад роду Mytilus:
- Mytilus californianus Conrad, 1837  — Мідія каліфорнійська
- Mytilus coruscus Gould, 1861
- Mytilus chilensis (Hupé, 1854) — Мідія чилійська
- Mytilus edulis Linnaeus, 1758  — Мідія їстівна
- Mytilus galloprovincialis Lamarck, 1819  — Мідія середземноморська, або мідія гальська
- Mytilus planulatus Lamarck, 1826
- Mytilus platensis d'Orbigny, 1842
- Mytilus trossulus Gould, 1850  — Мідія тихоокеанська, або мідія балтійська

Викопні
- Mytilus buwaldana Van Winkle, 1918
- Mytilus ochotensis Slodk. 1938

## Використання людиною
Мідію Mytilus широко використовують у кулінарії, вона є об'єктом марикультури. В Каліфорнії їх використовують в їжу корінні американці майже 12 000 років.

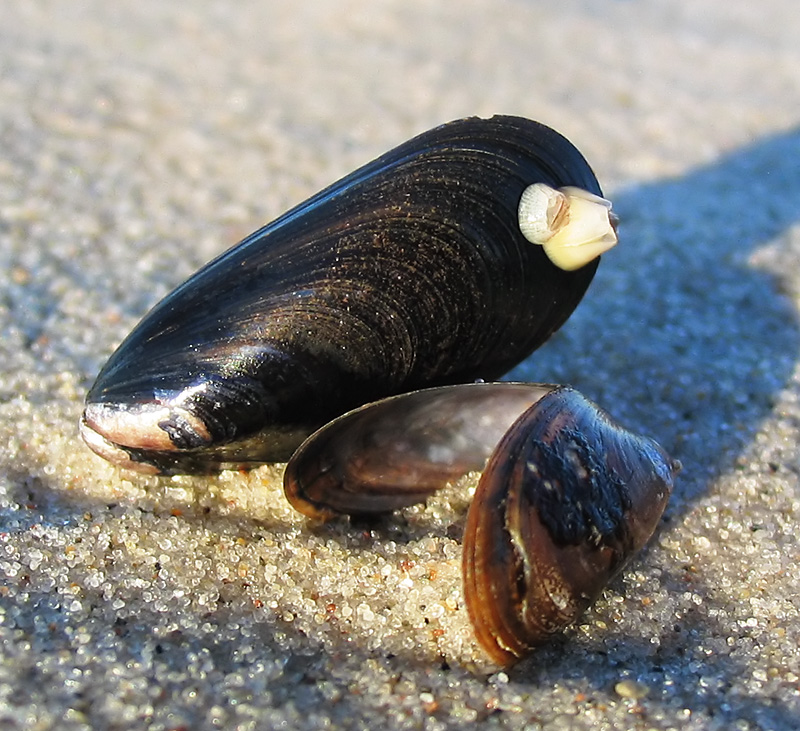
Mytilus edulis — викинуті на пляж мушлі